# 소명 하늘의 별
"소명 하늘의 별"은 한국에서 제작된 신현원 감독의 2013년 다큐멘터리 영화이다. 조태환 등이 주연으로 출연하였다.

## 출연

### 주연
- 조태환
- 오순옥
- 조하은
- 조예은
- 송채환

## 기타
- 노래: 김지현
- 마케팅: 박완수
- 애니메이션: 오승아
- 종합편집: 김남진
- 피아노: 이지영
- 사운드수퍼바이저: 장철호
- 디자인: 정진석